# Zachery Ty Bryan
Zachery Ty Bryan est un acteur américain né le 9 octobre 1981 à Aurora dans le Colorado aux États-Unis.

## Biographie
Il épouse en 2007 Carly Mastros. Le couple a trois filles : Gemma Rae et Taylor Simone, nées le 23 juin 2014, ainsi que Jordana Nicole, née le 7 juin 2016.

## Filmographie
- 1990 : ABC TGIF (série TV) : Brad
- 1990 : Descente vers l'enfer (Crash: The Mystery of Flight 1501) (TV) : Child
- 1991 : Papa bricole ("Home Improvement") (série TV) : Brad Taylor
- 1994 : Bigfoot: The Unforgettable Encounter : Cody
- 1995 : Mickey: Reelin' Through the Years (TV)
- 1995 : Magic Island (vidéo) : 'Mad' Jack
- 1996 : First Kid : Rob
- 1997 : True Heart : Sam
- 1998 : Principal Takes a Holiday (TV) : John Scaduto
- 1999 : Carrie 2 (The Rage: Carrie 2) : Eric Stark
- 2000 : Longshot : Deke
- 2000 : Held for Ransom : Glenn Kirtland
- 2001 : Slammed : Derek
- 2001 : Rustin : Keith Gatlin
- 2002 : A Killing Spring (TV) : Val Massey
- 2002 série : Smallville saison2 épisode20
- 2004 : Plainsong (TV) : Russell Beckman
- 2005 : The Game of Their Lives : Harry Keough
- 2006 : Fast and Furious: Tokyo Drift : Clay
- 2009: Thor and the hammer of the gods : Todor Chapkanov
- 2022 : The Guardians of Justice (TV) : Mike